# هوراس إف. كلارك
هوراس إف. كلارك هو سياسي أمريكي، ولد في 29 نوفمبر 1815 في Southbury, Connecticut ‏ في الولايات المتحدة، وتوفي في 19 يونيو 1873 في نيويورك في الولايات المتحدة. نشط حزبياً في الحزب الديمقراطي. وقد انتخب عضو مجلس النواب الأمريكي.